# Monkey World
Monkey World (z ang. „Małpi świat”) – ośrodek ratowania małp mieszczący się w miejscowości Wool, w hrabstwie Dorset w Anglii. Ma powierzchnię 26,3 ha.

## Działalność ośrodka
Monkey World został założony w 1987 przez Jima Cronina, następnie prowadzony wraz z żoną, aż do śmierci Jima z powodu raka w 2007. Obecnie prowadzony przez żonę założyciela, Alison Cronin.
Początkową intencją było ratowanie małp używanych przez hiszpańskich fotografów na plażach. Obecnie w Monkey World schronienie znajduje wiele gatunków małp: szympansy, orangutany, goryle, lemury i inne.
W 2008 ośrodek uratował 88 małp kapucynek z laboratorium w Santiago w Chile, gdzie niektóre zwierzęta były trzymane samotnie w klatkach nawet do 20 lat. W operacji pomogły chilijskie służby powietrzne, które przetransportowały małpy na lotnisko w Bournemouth, za specjalnym pozwoleniem brytyjskiego rządu.
W sierpniu 2010 Monkey World uratował orangutana borneańskiego o imieniu Oshine z Johannesburga w Południowej Afryce. 7 grudnia 2010 Monkey World uratował osieroconego noworodka orangutana sumatrzańskiego o imieniu Silvestre z zoo w Hiszpanii. W styczniu 2011 Monkey World uratował szympansa Kiki z Libanu.
Centrum nie jest organizacją charytatywną. Fundusze pochodzą z datków, adopcji małp na odległość, biletów na zwiedzanie ośrodka, kosztów organizacji imprez (np. ślubów).

## Media
Na temat życia w Monkey World powstał cykl dokumentalny Monkey Life („Małpie życie”) emitowany w Animal Planet i Channel 5.

## Odznaczenia
W 2006 Jim i Alison Cronin zostali odznaczeni przez królową Elżbietę II Kawalerią Orderu Imperium Brytyjskiego (MBE) za działalność na rzecz dobrostanu zwierząt.